# Leo clubs
Cluburile Leo sunt o organizație de tineret a Lions Clubs International. Cuvântul L E O este un acronim pentru Leadership, Experience, Opportunity. 
Obiectivul Clubului LEO este să "...ofere tineretului la nivel mondial șansa de dezvoltare și contribuire, individual și colectiv, ca și membri responsabili ai comunității locale, naționale și internaționale."
Cluburile LEO încurajează tinerii să deprindă calități de leadership prin participarea în activități de servicii sociale. Ei depind de un Club Lions care să sponsorizeze și să inițieze un Club Leo. Membrii unui club Leo sunt adresați ca "Leo". Ei conduc diverse proiecte în domeniile sănătății, pentru persoanele în vârstă, pentru copii, pentru persoane cu dizabilități, literație și educație și dezvoltare personală. Leo pot aduna fonduri prin proiecte de colectare de fonduri. Ei pot realiza proiecte împreună cu alt Club Leo, clubul Lions sponsor sau cu o organizație externă. Cluburile Leo sunt sponsorizate de Cluburile Lions și urmează un program oficial al Lions Clubs International.

## Istoria
Primul Club Leo a fost fondat în 1957 de Jim Graver, antrenorul echipei de baseball a Abington High School, Pennsylvania. El era un membru activ al Glenside Lions Club. Clubul a fost fondat cu ajutorul lui William Ernst, un alt Lion local. A adoptat culorile liceului, maro și auriu. Clubul a creat de asemenea acronimul Leadership, Equality, Opportunity pentru cuvântul Leo. Cuvântul Equality (Egalitate) a fost schimbat mai târziu în Experience. 
În 1964 programul Club Leo a devenit un program sponsorizat de către districtul Lions. S-a întins în afara Pennsylvaniei și a Statelor Unite ale Americii. Până în 1967 programul crescuse la peste 200 de cluburi în 18 țări și a devenit un program oficial pentru tineret al Lions International. În anul următor, programul Leo s-a extins rapid, de mai mult de patru ori în dimensiune, la 918 cluburi în 48 de țări până la sfârșitul lui 1968. 

## Scop
Scopul declarat al Cluburilor Leo este:
Să promoveze activități de serviciu în rândul tinerilor din comunitate care le va dezvolta calitățile individuale de Leadership, Experiență și Oportunitate. Să unească membrii în prietenie, colegialitate și înțelegere reciprocă.

## Cluburi Leo Alpha și Omega
Există două tipuri de cluburi în cadrul programului Leo Club. Cluburile Leo Alpha sunt constituite din membri cu vârste cuprinse între 12 ani, vârsta minimă a programului Leo Club, și vârsta de majorat pentru regiunea în care se află clubul. Cluburile Leo Omega sunt constituite din membri cu vârsta cuprinsă între vârsta de majorat din zona în care se află clubul și vârsta determinată de Districtul Lions.
Vârsta maximă a membrilor programului Leo Club este 30 de ani, deși este la discreția districtului Lions să stabilească vârste mai joase pentru limitarea cluburilor Omega. Nu există diferențe majore între operațiunile de logistică ale cluburilor Alpha și Omega. 

## Membri
Leo participă lunar la ședințe generale și de board. Ofițerii tipici pentru un Club Leo includ Președinte, Secretar, Vice Președinți și Directori. La sfârșitul fiecărui an Leonistic, Leo susțin o conferință anuală. În această conferință, Leo sunt recunoscuți pentru performanțele lor. Fiecare țară unde există Leonismul este împărțită în Districte. Fiecare district are ofițeri executivi diferiți care includ Președinte de District, Vice Președinte, Secretar, Trezorier și Directori. Leo au de asemenea conferințe anuale pentru multi-district. Există o procedură democratică pentru Leo să își aleagă un Președinte de District. Dacă un District Leo primește mai mult de o nominalizare pentru poziția de Președinte de District o procedură de vot este cerută. Aceeași procedură se realizează și pentru poziția de Vice Președinte de District.